# Horaiclavus splendidus
Horaiclavus splendidus é uma espécie de gastrópode do gênero Horaiclavus, pertencente a família Horaiclavidae.